# Sephora Aza
Amylee Sephora Aza (ur. 5 listopada 2004) – maurytyjska zapaśniczka walcząca w stylu wolnym. Brązowa medalistka igrzysk Wysp Oceanu Indyjskiego w 2023. Piąta na igrzyskach wspólnoty narodów w 2022. Czwarta na igrzyskach frankofońskich w 2023 roku.